# فرانزیسکا وایس
فرانزیسکا وایس (انگلیسی: Franziska Weisz؛ زادهٔ ۴ مهٔ ۱۹۸۰) یک هنرپیشه اهل اتریش است.
از فیلم‌ها یا مجموعه‌های تلویزیونی که وی در آن‌ها نقش داشته‌است می‌توان به روزهای سگی و هابرمان اشاره نمود.